# West Coast Trail
Der West Coast Trail ist einer der bekanntesten und – in Abhängigkeit vom Wetter – anspruchsvollsten Trekkingwege in Kanada. Er wurde ursprünglich als Dominion Lifesaving Trail Anfang des 20. Jahrhunderts angelegt.
Heute ist der West Coast Trail als eine der besten Trekkingrouten weltweit bekannt.

## Lage
Der West Coast Trail (WCT) liegt im Südwesten von Vancouver Island im südlichen Teil des Pacific-Rim-Nationalparks in der Provinz British Columbia. Der Trail mit einer Länge von 75 Kilometern verläuft zwischen den Siedlungen Bamfield und Port Renfrew an der Küste und so teilweise der Juan-de-Fuca-Straße entlang. Die eigentlichen Startpunkte („Trailheads“) liegen allerdings bei Pachena Bay (nördlicher Trailhead) und Gordon River bzw. Port San Juan (südlicher Trailhead).

## Geschichte
Nach dem Untergang des Dampfschiffes Valencia, das 1906 vor Vancouver Island auf ein Riff lief und bei dem 136 Menschen starben, wurde beschlossen, die Rettungsmaßnahmen zu erleichtern. Mit dem Bau des Trail wurde 1907 begonnen, um Schiffbrüchigen einen einfacheren Weg zurück in die Zivilisation zu ermöglichen und ihre Rettung zu verbessern. Schiffbruch kam in der Region, die auch als Friedhof des Pazifiks (englisch Graveyard of the Pacific) bekannt war, relativ häufig vor. So sind zwischen 1854 und 1977 rund 80 Schiffe an der Küste vor dem WCT auf Grund gelaufen. Darüber hinaus wurden weitere Maßnahmen ergriffen, um Schiffbruch zu verhindern: So wurde am Pachena Point ein Leuchtturm errichtet, im Abstand von einigen Kilometern wurden Schutzunterkünfte mit einem Telegraphen und Notverpflegung errichtet und die Siedlung Bamfield erhielt ein Rettungsboot.
Bis in die 1950er Jahre genutzt, verlor der Trail durch den technischen Fortschritt an Bedeutung für die Schifffahrt. 1970 wurde er in West Coast Trail umbenannt und ist seit 1973 Teil des Pacific-Rim-Nationalparks. Im Gebiet des Trails lebten Angehörige der First Nations, der indigenen Völker Kanadas. 1973 wurde Leslie Cook Sr, ein Angehöriger der First Nations durch Parks Canada eingestellt mit der Aufgabe, den Trail in benutzbarem Zustand zu erhalten. Leslie Sr und seine Mitarbeiter verwendeten umgestürzte Bäume, um Holzstege und Brücken zu bauen. Heute wird der Trail weiterhin von Angehörigen der First Nations unterhalten, aber Bauteile werden meist außerhalb vorgefertigt und eingeflogen. Die Unterhaltung des Trail obliegt dabei seit einigen Jahren der Quu’as-Partnerschaft, ein Corporate Joint Venture der First-Nation-Stämme der Pacheedaht, Ditidaht und Huu-ay-aht mit Parks Canada.
Im Jahr 1995 wurde als Reaktion auf die Bedenken der First Nations hinsichtlich der Überfüllung und des Schutzes ihrer traditionellen Territorien das West Coast Trail Guardian Program ins Leben gerufen. Das Programm bietet kollaborative Management- und Beschäftigungsmöglichkeiten für die First Nations der Pacheedaht, Ditidaht und Huu-ay-aht, die ihre traditionellen Wohngebiete im Bereich des Trails haben. Die Trail Guardians (Trail-Wächter) pflegen die Infrastruktur wie Leitern und Stege, kehren und räumen den Weg und unterstützen die Sicherheit der Wegbenutzer.

## Begehung

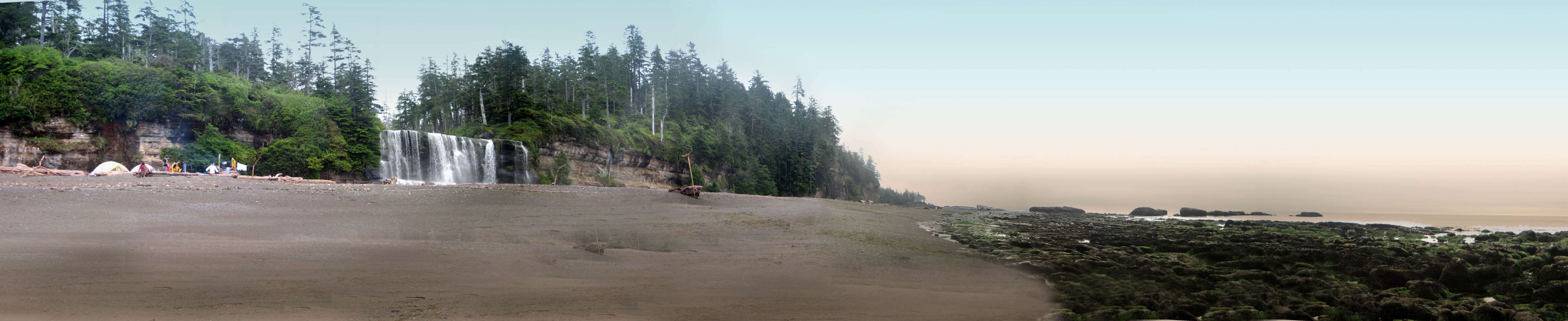
Tsusiat Falls am West Coast Trail mit kleinem Campingplatz

Die Begehung des WCT dauert rund eine Woche und kann in beiden Richtungen erfolgen. Der Trail ist offiziell vom 1. Mai bis 30. September geöffnet. In der Hauptsaison vom 15. Juni bis 15. September wird die Anzahl der Wanderer auf 75 pro Tag limitiert. Seit 2016 kann ab Januar online reserviert werden und die verfügbaren Plätze in der Hauptsaison von Mitte Juni bis Anfang September sind schnell vergeben. Seit einigen Jahren ist es auch erlaubt, in der Mitte des Weges beim Nitinat Lake in den WCT einzusteigen, diese Plätze sind weniger gefragt. Man kann sich auf einer Standby-Liste eintragen in der Hoffnung, dass am Starttag oder in den Tagen danach Reservierungen verfallen und somit Plätze verfügbar sind.
Der Trail gilt trotz seiner behutsamen Modernisierung weiterhin als sehr anspruchsvoll. Er führt den Wanderer entlang der Steilküste, durch gemäßigten Küstenregenwald und durch felsiges oder sumpfiges Terrain. Teilweise müssen steile Leitern erklommen, Flussläufe unter Berücksichtigung der Gezeiten durchwatet und Schluchten mit Seilbahnen überquert werden. Jedes Jahr müssen rund 1–2 % der Wanderer evakuiert werden; im Umkehrschluss bedeutet das, dass durchschnittlich jeden zweiten Tag eine Evakuierung stattfindet. Dies geschieht meist aufgrund von Knöchelverletzungen oder wegen Hypothermie.

### Zerstörung im Winter 2006/7
Im Januar 2007 wurde bekannt, dass die Winterstürme den Trail massiv beschädigt hatten. Nach ersten Schätzungen fielen durch die Stürme über 3000 Bäume um, eine Brücke und eine Seilbahn wurden zerstört und ein großer Erdrutsch war zu verzeichnen. Die Aufräumarbeiten, für die 500.000 kanadische Dollar an Zuschüssen freigegeben wurden, zogen sich bis Mitte Mai hin, so dass der WCT erst später als gewöhnlich geöffnet werden konnte.